# Anilla

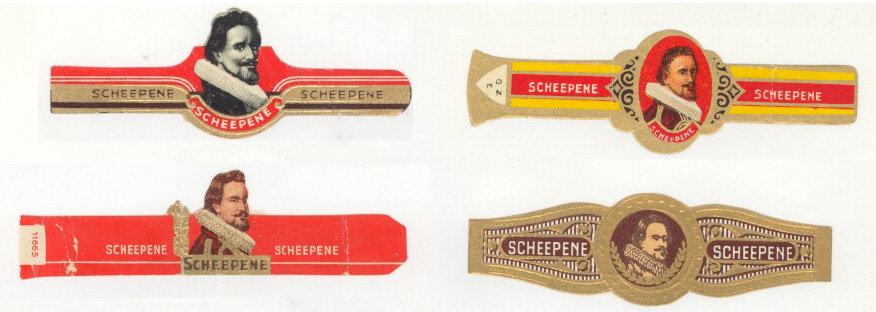
Anilla olandesi

Una anilla, detta anche comunemente anello per sigari o fascetta per sigari, è un anello di carta o pellicola applicato attorno al corpo di un sigaro per denotarne la marca o la varietà. La pratica della collezione di anilla è denominata vitolfilia.
Sebbene le origini delle fascette per sigari siano oggetto di diverse leggende, gli storici moderni attribuiscono a un immigrato europeo a Cuba di nome Gustave Bock, l'invenzione della fascetta per sigari negli anni Trenta del XIX secolo. Nel giro di due decenni, la fascetta sui sigari esportati da L'Avana divenne quasi universale.
Il loro uso è ancora parte integrante della produzione moderna di sigari, con una recente tendenza verso disegni più grandi ed elaborati. Le bande dei sigari sono considerate oggi un oggetto da collezione, e i collezionisti sono organizzati in un gruppo chiamato International Label, Seal and Cigar Band Society.

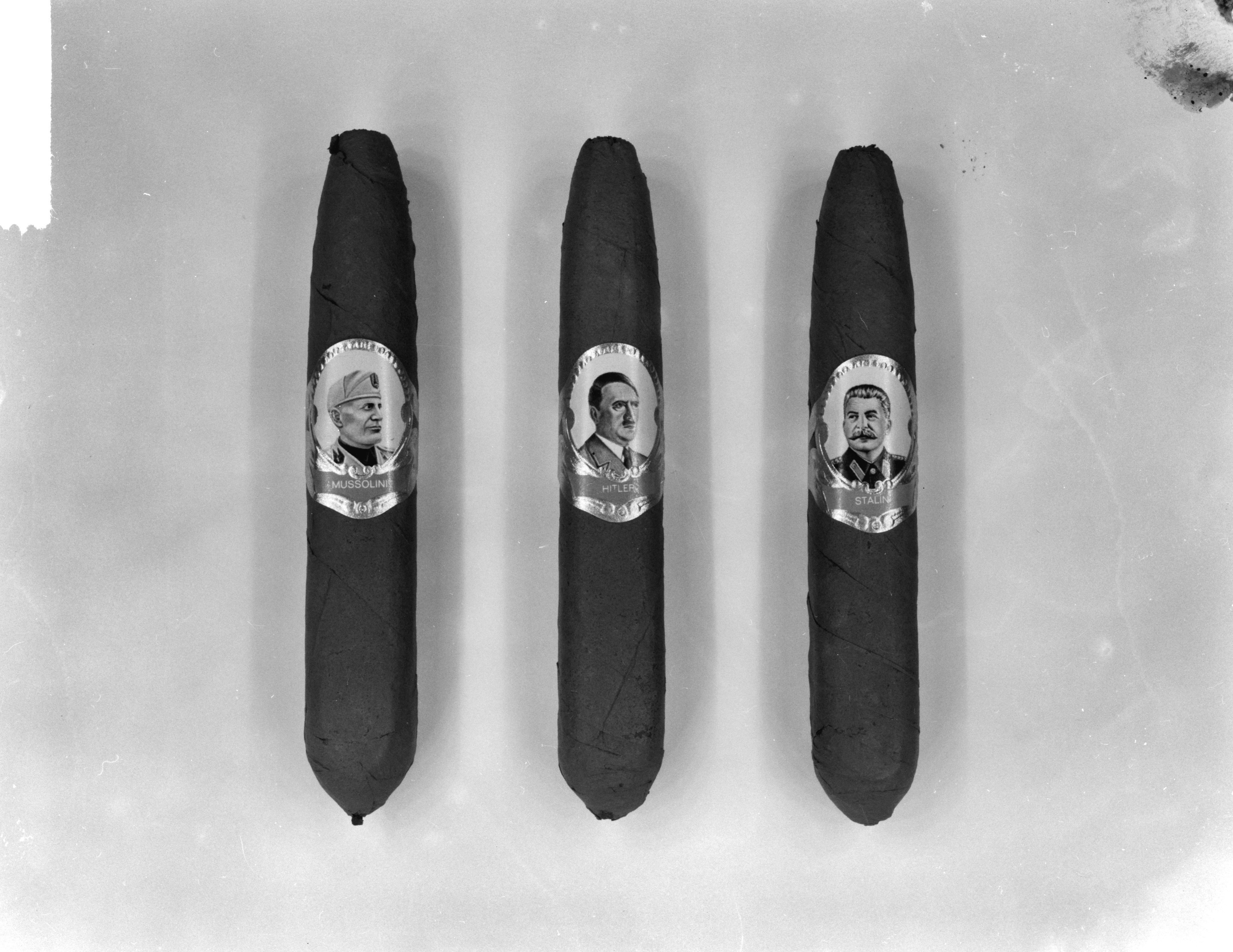
Anilla con i dittatori Benito Mussolini, Adolf Hitler e Stalin

## Storia

### Origini
L'origine dell'uso delle fascette per sigari è intrisa di miti. Una leggenda narra che la zarina russa Caterina la Grande prendesse sigari avvolti nella seta per non macchiarsi le dita e i membri della sua corte iniziarono ad avvolgere i sigari in fasce di tessuto per emularla. Allo stesso modo, si racconta di fascette di carta utilizzate sui sigari esportati in Inghilterra per evitare di macchiare i guanti bianchi dei gentiluomini.
A parte queste fantasiose teorie, gli storici del sigaro attribuiscono al produttore di sigari olandese Gustave Bock l'invenzione della anilla per sigari nel 1830, quando ordinò di apporre su ogni sigaro destinato all'esportazione in Europa degli anelli di carta con la sua firma. In questo modo, egli riteneva che i suoi prodotti avrebbero acquisito di qualità e prestigio. Verso la metà degli anni '50 dell'800, praticamente tutti i produttori di sigari cubani fasciavano i loro sigari esportati, registravano i loro marchi presso il governo e invitavano i consumatori a comprare prodotti dotati di anilla.

### Il periodo d'oro dei sigari
All'inizio del XX secolo si stima che quattro uomini americani su cinque fumassero sigari, con una produzione distribuita su centinaia di fabbriche. La differenziazione del prodotto divenne molto importante in un mercato ferocemente competitivo, mentre i produttori lottavano per conquistare e mantenere quote di mercato. Con un costo di produzione delle anilla di circa 70 centesimi al migliaio, l'uso di marchi colorati del produttore divenne uno strumento importante per costruire l'identità del marchio. Gli storici stimano che solo nel 1900 siano stati venduti negli Stati Uniti circa 2 miliardi di anilla.

### Produzione dell'anilla
Con il progredire della tecnologia di stampa, le fascette per sigari divennero più luminose e pittoriche alla fine del XIX secolo. Le fascette e la grafica delle scatole stampate dal 1890 al 1920 sono oggi considerate un prodotto della "Golden Age" della grafica legata ai sigari.
Gli anilla all'inizio del XX secolo erano pretagliate dalla tipografia e generalmente venivano spedite in mazzi da 100 pezzi. Le fascette venivano applicate a mano in una delle fasi finali del processo di produzione, con il sigaraio che generalmente appoggiava il nastro con un poco di colla vegetale per tenerlo in posizione sul sigaro finito. Le fascette prodotte in Europa erano in genere disegnate con cura per abbinarsi ai motivi delle confezioni, mentre negli Stati Uniti molte fascette assomigliavano alle scatole o alla carta interna in cui erano confezionate.
Le fascette per sigari sono state utilizzate anche come forma primitiva di bollini (come quelli dei supermercati) da alcuni produttori di sigari all'inizio del XX secolo: ad esempio un'azienda produsse un catalogo illustrato ricco di premi che potevano essere ricevuti in cambio di decine, centinaia o migliaia di fascette. Questo processo di fidelizzazione è usato tutt'oggi, ad esempio, dai supermercati.
Dagli anni Venti fino a gran parte del XX secolo le fascette per sigari tendono a diventare più utilitaristiche, a causa della diffusione della stampa in quadricromia a basso costo e della crescita del consumo di sigarette, che ridussero drasticamente il numero di produttori di sigari e la loro necessità di differenziare il marchio.

## Vitolfilia

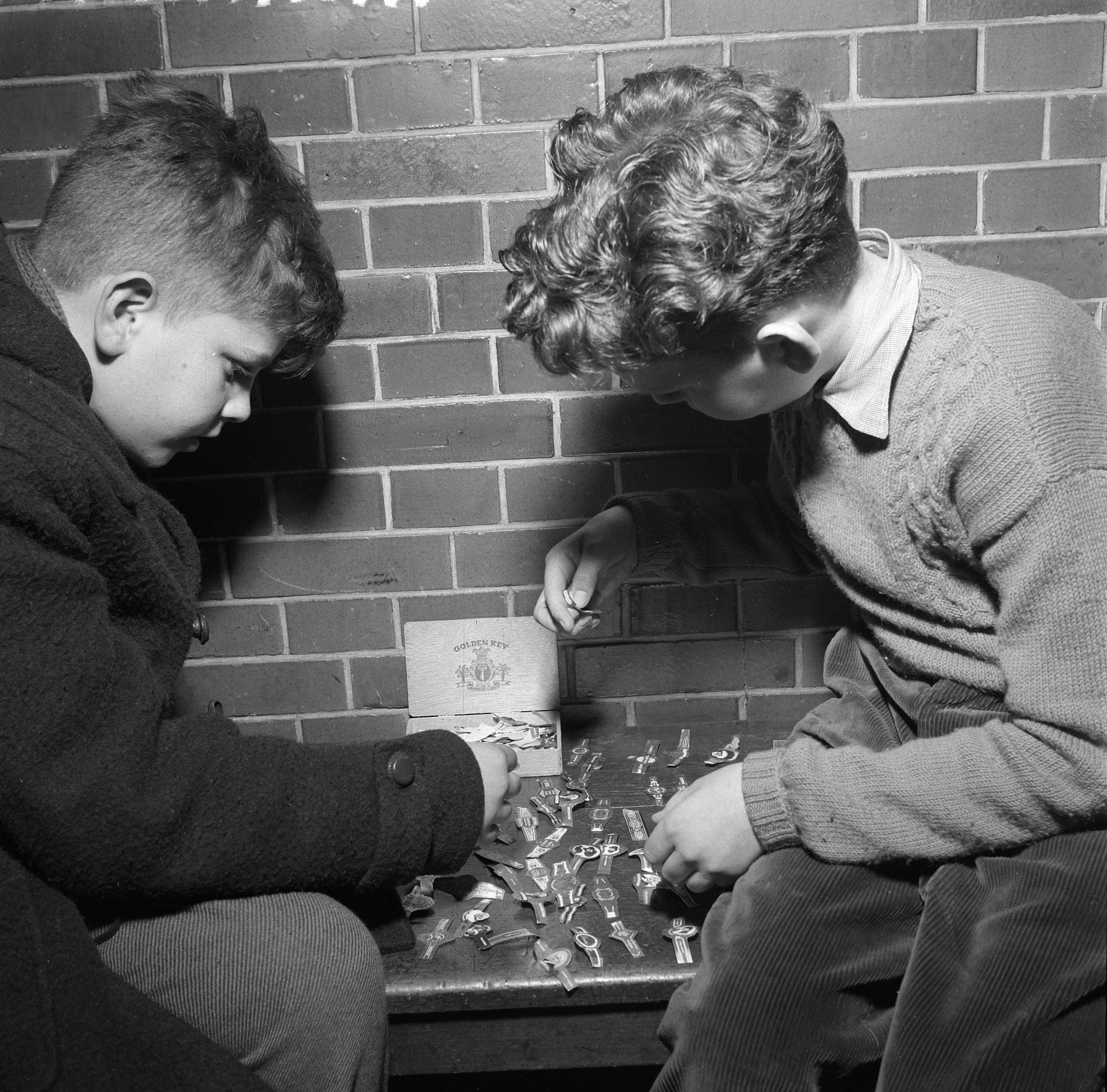
Bambini che collezionano anelli di sigari

Con vitolfilia si intendete la pratica di collezionismo di fascette. Le fascette dei sigari venivano talvolta collezionate dai bambini durante la cosiddetta "Età d'oro" dell'arte dei sigari, grazie alla loro varietà colorata e alla loro facile reperibilità e diffusione. Le anilla luminose venivano talvolta raccolte e usate in collage da scrapbooker, i cui esemplari sopravvissuti sono oggi molto ricercati dai collezionisti di arte popolare.

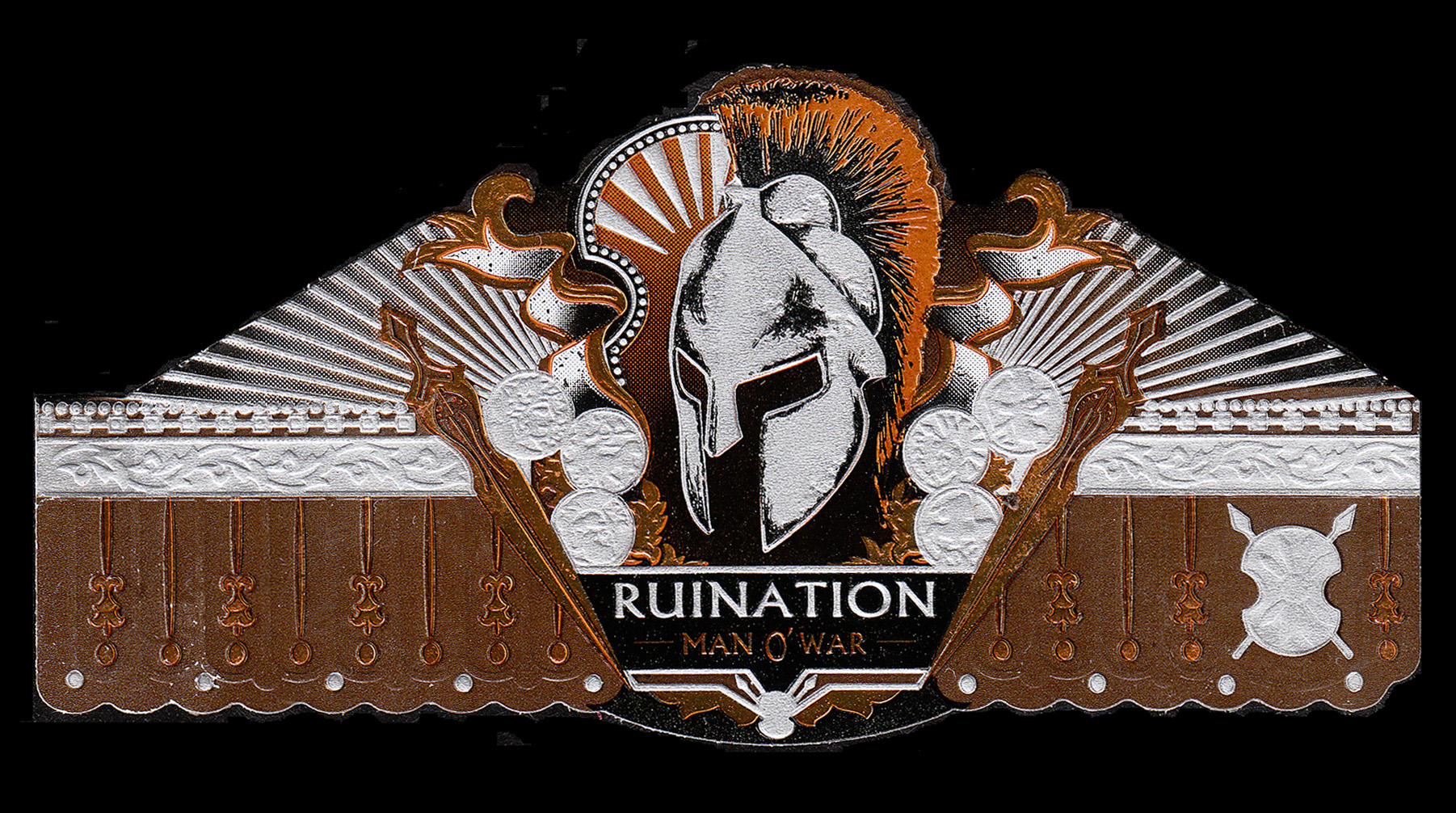
Negli ultimi anni si è assistito a una tendenza a creare anilla più grandi e più elaborate.

Oggi diversi collezionisti collezionano fascette di sigari d'epoca e moderne, per lo più riuniti in un'organizzazione chiamata International Label, Seal and Cigar Band Society. La più grande collezione di bande è stata accumulata dal collezionista americano Joe Hruby, inserito nel Guinness dei primati per una collezione di oltre 165.000 varietà distinte di anilla, anche se nel 1999 il numero era salito a oltre 221.000 varietà.

## Rimozione
La questione se lasciare o meno la fascetta del sigaro mentre lo si fuma è oggetto di dibattito. In Gran Bretagna le fascette vengono tradizionalmente rimosse, in quanto il mantenimento dei nomi delle marche è comunemente considerato una forma di scortese vanteria da parte di un fumatore nei confronti dei suoi compagni. Altrove, il mantenimento o meno della fascetta mentre si fuma il sigaro è considerato semplicemente una questione di preferenze personali.
La rimozione della fascetta è talvolta difficile quando il sigaro è appena acceso, anche se in breve tempo il calore del fumo allenta la colla che impedisce la rimozione della fascetta.